# Ammodramus leconteii
Ammodramus leconteii là một loài chim trong họ Emberizidae.